# Oxfjället
Oxfjället är ett naturreservat i Dorotea kommun i Västerbottens län.
Området är naturskyddat sedan 1988 och är 17 kvadratkilometer stort. Reservatet omfattar Oxfjället ner till stränderna av Lill-Dabbsjön och Stor-Rajan och med ett flertal småsjöar och mindre myrar i sänkor. Reservatet består av urskogsartade granskogar med visst inslag av björk och i utkanten av reservatet tall.